# 哈尔盖桥东遗址
哈尔盖桥东遗址，位于中国青海省刚察县哈尔盖乡海东村，为青海省市县级文物保护单位，公布日期为1987年7月10日，类型为古遗址。
哈尔盖桥东遗址的历史年代为卡约文化。